# Judson Pratt
Judson Pratt (Hingham, 6 dicembre 1916 – Los Angeles, 9 febbraio 2002) è stato un attore statunitense.
Nel 1950 sposò l'attrice Roberta Jonay, che morì di cancro nel 1976. Ebbero due figli.
È morto nel 2002, a 85 anni.

## Filmografia parziale

### Cinema
- Io confesso (I Confess), regia di Alfred Hitchcock (1953)
- Caccia ai falsari (Outside the Law), regia di Jack Arnold (1956)
- Il tigrotto (The Toy Tiger), regia di Jerry Hopper (1956)
- Quattro ragazze in gamba (Four Girls in Town), regia di Jack Sher (1957)
- Sotto la minaccia (Man Afraid), regia di Harry Keller (1957)
- Lo strano caso di David Gordon (Flood Tide), regia di Abner Biberman (1957)
- Ricerche diaboliche (Monster on the Campus), regia di Jack Arnold (1958)
- Soldati a cavallo (The Horse Soldiers), regia di John Ford (1959)
- Jack Diamond gangster (The Rise and Fall of Legs Diamond), regia di Budd Boetticher (1960)
- I dannati e gli eroi (Sergeant Rutledge), regia di John Ford (1960)
- Pugno proibito (Kid Galahad), regia di Phil Karlson (1962)
- Missione in Oriente - Il brutto americano (The Ugly American), regia di George Englund (1963)
- Far West (A Distant Trumpet), regia di Henry Hathaway (1964)
- Il grande sentiero (Cheyenne Autumn), regia di John Ford (1964)
- La TV ha i suoi primati (The Barefoot Executive), regia di Robert Butler (1971)
- Futureworld - 2000 anni nel futuro (Futureworld), regia di Richard T. Heffron (1976)
- Squadra d'assalto antirapina (Vigilante Force), regia di George Armitage (1976)

### Televisione
- The 20th Century-Fox Hour – serie TV, episodio 2x03 (1956)
- General Electric Theater – serie TV, episodio 6x08 (1957)
- Men of Annapolis – serie TV, episodio 1x03 (1957)
- Have Gun - Will Travel – serie TV, 2 episodi (1957-1958)
- The Rough Riders – serie TV, episodio 1x31 (1959)
- Goodyear Theatre – serie TV, episodio 3x06 (1959)
- This Man Dawson – serie TV, episodi 1x04-1x10 (1959-1960)
- Thriller – serie TV, episodio 1x04 (1960)
- Bourbon Street Beat – serie TV, episodio 1x26 (1960)
- June Allyson Show (The DuPont Show with June Allyson) – serie TV, episodio 2x01 (1960)
- Outlaws – serie TV, episodi 1x15-2x03 (1961)
- Avventure in paradiso (Adventures in Paradise) – serie TV, episodio 3x08 (1961)
- The Americans – serie TV, episodio 1x12 (1961)
- Gli uomini della prateria (Rawhide) – serie TV, 4 episodi  (1962-1963)
- Il virginiano (The Virginian) – serie TV, 3 episodi (1962-1967)
- Slattery's People – serie TV, episodio 1x04 (1964)
- Iron Horse – serie TV, episodio 2x14 (1967)
- La casa nella prateria (Little House on the Prairie) – serie TV, episodio 2x18 (1976)
- Charlie's Angels – serie TV, episodio 1x06 (1976)
- Le strade di San Francisco (The Streets of San Francisco) – serie TV, un episodio (1977)

## Doppiatori italiani
- Carlo Romano in Io confesso
- Manlio Busoni in Ricerche diaboliche
- Vinicio Sofia in Soldati a cavallo, I dannati e gli eroi